# Rosine Deréan
Rosine Deréan (23 de febrero de 1910 – 14 de marzo de 2001) fue una actriz cinematográfica de nacionalidad francesa.
Nacida en París, Francia, estuvo casada con el actor francés Claude Dauphin. Durante la Segunda Guerra Mundial, ella fue deportada al Campo de concentración de Ravensbrück.
Deréan falleció en 2001 en Genillé, Francia.

## Filmografía
- 1931 : Les Cinq Gentlemen maudits, de Julien Duvivier
- 1932 : Maquillage, de Karl Anton
- 1932 : Le Chien jaune, de Jean Tarride
- 1932 : Barranco, Ltd, de André Berthomieu
- 1932 : Aux urnes, citoyens!, de Jean Hémard
- 1932 : La Belle marinière, de Harry Lachman
- 1932 : Ce cochon de Morin, de Georges Lacombe
- 1933 : Un certain monsieur Grant, de Gerhard Lamprecht y Roger Le Bon
- 1933 : Les Deux Orphelines, de Maurice Tourneur
- 1934 : L'Or, de Serge de Poligny y Karl Hartl
- 1934 : Lac aux Dames, de Marc Allégret
- 1934 : Maître Bolbec et son mari, de Jacques Natanson
- 1935 : Veille d'armes, de Marcel L'Herbier
- 1935 : L'Auberge du Petit-Dragon, de Jean de Limur
- 1935 : Marchand d'amour, de Edmond T. Gréville
- 1935 : La Route heureuse, de Georges Lacombe
- 1936 : Faisons un rêve, de Sacha Guitry
- 1936 : Le Roman d'un tricheur, de Sacha Guitry
- 1936 : Gigolette, de Yvan Noé
- 1937 : Les Perles de la couronne, de Christian Jaque y Sacha Guitry
- 1937 : Arsène Lupin détective, de Henri Diamant-Berger
- 1940 : Les Surprises de la radio, de Marcel Paul
- 1946 : L'Assassin n'est pas coupable, de René Delacroix

## Teatro
- 1940 : Histoire de rire de Armand Salacrou, escenografía de Alice Cocéa, Théâtre de la Michodière
- 1946 : Le Bal des pompiers de Jean Nohain, escenografía de Pierre-Louis, Théâtre des Célestins